# Монастир Святого Павла
40°09′40″ пн. ш. 24°17′25″ сх. д. / 40.16111° пн. ш. 24.29028° сх. д.
Монастир Святого Павла (грец. Μονή Αγίου Παύλου) — грецький чоловічий православний монастир на Святій горі Афон, займає в святогірській ієрархії чотирнадцяте місце. Розташований на західному узбережжі півострова Айон-Орос, поблизу міста Карієс та монастиря Діонісія.

## Історія
Афонський монастир Святого Павла заснований в 9 столітті преподобним Павлом Ксиропотамським, який походив із царського роду. Обитель деякий час була слов'янською. Соборний храм (католікон) присвячений Стрітенню Господньому, а найдавніший храм монастиря — святому Георгію Побідоносцю.
Прочани і нині відвідують печеру, де жив святий Павло Ксиропотамський, усамітнено від усього мирського, при самому морі.
Крім соборного храму є у монастирі і паракліси: в ім'я святого Костянтина і Олени; святителя Миколи; преподобного Павла; святого великомученика Георгія; святого Григорія Богослова і ще 13 церков всередині і поза межами власне монастиря. Монастирю Святого Павла також належить скит Лак, в якому діє соборний храм в ім'я святого великомученика Димитрія Солунського, і при келіях 9 церков.

## Реліквії
Серед святинь монастиря особливо шануються:
- ікона Божої Матері, що належала Феофілу Іконоборцю, або його дружині Феодорі. Цю ікону Феофіл Іконоборець у нестямі своїй кинув у вогонь, але вона дивовижним чином не згоріла.
- дві частки Хреста з Животворящого Древа Хреста Господнього.
- напрестольний великий дерев'яний хрест, що належав начебто Костянтину Великому. Хрест цей обкладений з обох сторін малими іконами, писаними на пергаменті, по золотому полю, числом більше 50-ти. Кожна з них вставлена у вироблені у хресті заглиблення і закривається зверху склом. Живопис схожий на візантійський.
- ікона Божої Матері (складня), оточена 28 малими іконами різних святих. Це дар монастирю візантійського імператора Андроніка.
- ікона Божої Матері, принесена до монастиря ктитором обителі святим Павлом із монастиря Мірелеон, заснованого батьком Павла Михайлом Ранкаве. Ікона стоїть при південно-східній колоні, яка підтримує купол собору.
- частка злата, ладану і миро, принесених волхвами в дар Вифлеємському Богонемовляті Господа Ісусу. Ця святиня пожертвувана Марією, дочкою останнього із сербських деспотів Георгія Бранковяну.
- частки мощей таких святих: нога ліва від стопи до коліна святого Григорія Богослова, частина від ліктя із тілом святого Максима Сповідника; голова святої Феодори Александрійської; святого великомученика Пантелеймона; частки 40 севастійських мучеників; нога права преподобномученика Каллініка Нового; святого Василя Великого.

## Ігумени
- Павло Ксиропотамський (IX ст.)
- Арсеній (Багаш)[d] (1380-є)
- Софроній (Калігас) (1836 — †1882)
- Серафим (Пандазатос) (25 травня 1920 — ?)
- Парфений (Мурелатос) (з 4 грудня 1974)